# Чорчох
Чорчох (Цорцох, осет. Цъорцъох, груз. ჭორჭოხი — Чорчохи) — село в Закавказье, расположено в Ленингорском районе Южной Осетии, фактически контролирующей село; согласно юрисдикции Грузии — в Ахалгорском муниципалитете.

## География
Село находится на реке Ксани (Чисандон) к югу от села Балаан и к северу от села Ларгуис.

## Население
Село населено этническими грузинами. По данным 1959 года в селе жило 108 жителей, в основном грузины. По переписи 2002 года (проведённой властями Грузии, контролировавшей восточную часть Ленингоского/Ахалгорского района на момент проведения переписи) в селе жило 101 человек, в том числе 98 % составили грузины.

## История
В период южноосетинского конфликта в 1992—2008 гг. село входило в состав восточной части Ленингорского района РЮО (Ахалгорского района Грузии), находившейся в зоне контроля Грузии. После войны в августе 2008 года село, вместе с остальной восточной частью Ахалгорского района, перешло под контроль властей РЮО.

## Топографические карты
- Лист карты K-38-65 Ленингори. Масштаб: 1 : 100 000. Издание 1979 г.